# Colonial Christian Republic
Colonial Christian Republic (CCR) är en militant apokalyptisk grupp, baserad i Adrian, Michigan i USA. På gruppens internetsajt framträder tungt beväpnade rebeller som bland annat bränner en FN-flagga med hänvisning till bibelcitat.
Den 28 mars genomförde myndigheterna razzior mot gruppen i Michigan, Ohio och Indiana. Åtta av gruppens medlemmar greps, misstänkta för mordplaner mot poliser i delstaten Michigan och för att förbereda väpnad kamp mot regeringen. Såväl ledaren, David Brian Stone, som dennes fru finns bland de gripna medan en av deras söner är efterspanad.
Enligt åklagarmyndigheten har gruppen, som även kallas Hutaree-milisen, alltsedan 2008 tränat medlemmarna för ett angrepp.
Genom att först mörda en polis och sedan angripa begravningen med hemmagjorda sprängladdningar ville man iscensätta en kraftmätning som man hoppades skulle inspirera andra systemkritiker och leda till en mer omfattande revolt.